# Otway Edward Woodhouse
Otway Edward Woodhouse (* 21. Oktober 1855 in London; † 21. September 1887 in Brighton, nach anderer Quelle Alton, Bundesstaat Illinois, USA) war ein englischer Ingenieur und Tennisspieler, der die ersten amerikanischen Meisterschaften im Jahr 1880 gewann.

## Leben
Woodhouse besuchte von 1867 bis 1872 das Marlborough College und anschließend das King’s College. Im August 1877 nahm er eine Stelle bei der Great Eastern Railway an, später wechselte er zur London and South Western Railway.
Von 1879 bis 1881 nahm Woodhouse am Turnier in Wimbledon teil und erreichte 1880 das Finale des All-Comers-Wettbewerbs.
Im Juli 1880 wurde er für sechs Monate von seinem Arbeitgeber in die USA geschickt, um die dortigen technischen Fortschritte zu begutachten. Dort erfuhr er aus der Zeitung von der ersten Auflage der Championships of America, auf dem Gelände des Staten Island Cricket Club in New York. Mit seinem Überkopf-Aufschlag überraschte er die Gegner und gewann letztendlich das Finale gegen den Kanadier Isidore F. Hellmuth mit 15:11, 14:15, 15:9 und 10:15.
1881 gründete Woodhouse mit F. L. Rawson ein Unternehmen für elektrische Beleuchtung. Im Juni 1882 meldete er ein Patent für einen neuartigen Tennisschlägergriff an. 1885 verschlechterte sich sein Gesundheitszustand, und er begab sich auf einen Kuraufenthalt nach Cannes. Er starb am 21. September 1887 an „Überarbeitung“ und wurde auf dem Kensal Green Cemetery begraben.